# 무엇에 쓰는 물건인고
《무엇에 쓰는 물건인고》는 조선 시대를 배경하는 영화이다. 1993년 5월 1일에 개봉되었다. 양병간 감독의 작품이다.

## 줄거리
조선 왕조 성종 8년, 굶어죽는 것보다 절개를 지키는 일이 중요하다고 하여 여인네들에게 재가금지법이 공포되었다. 수많은 과부들이 수절 때문에 독수공방으로 살아가야만 하고, 한과부는 외로움 때문에 매일밤 신령에게 치성을 올린다. 그 정성으로 나무공 하나를 선물로 받는다. '무엇에 쓰는 물건인고'라는 주문을 외우면 멋진 사내로 변하여 그 주문을 외친 사람과 성관계를 하여 과부들의 욕정을 풀어준다. 이 비밀이 알려지자 서로 나무공을 가지려는 싸움이 벌어진다. 소문이 전해져 동네 아낙네들 사이에선 나무공이 신기의 물건으로 취급당하기 시작하고 흠모의 대상으로까지 비화되고, 한과부와 오과부에 싸움에, 마을사또는 공을 둘로 토막내어 나눠주려 하는데, 공을 토막내려는 순간 한과부가 놀라 작두를 몸으로 받고, 이 순간 나무공이 사람으로 환생을 하여 한과부를 업고 떠난다.

## 등장인물

### 중심 인물
- 김문희
- 이미지

### 주변 인물
- 이상일
- 원유미
- 김예령
- 한승희
- 안영주
- 송일동
- 박용팔
- 윤인자
- 홍성민
- 김하림
- 정준호
- 김경란
- 박예숙
- 김유라
- 이은영
- 최정상
- 이의선
- 오도규

## 제작진
- 감독, 각본 : 양병간
- 각색 : 안진원
- 촬영 : 최정환
- 촬영보 : 최지열, 김석구, 김기영
- 조명 : 정덕규
- 조명보 : 민병진, 양건모, 박민영
- 스틸 : 황형식
- 기획, 제작 : 박태환
- 제작부장 : 이준일
- 녹음 : 김경일
- 효과 : 양대호
- 음악 : 강인구
- 미술 : 도용우
- 분장 : 정준호
- 의상 : 이해윤
- 특수효과 : 백진
- 편집 : 현동춘
- 현상 : 영화진흥공사 현상실
- 미용 : 박금자

## 참고
- 무엇에 쓰는 물건인고 - 한국영화 데이터베이스
- imdb 페이지